# Cantone di Haute-Dordogne
Il Cantone di Haute-Dordogne è una divisione amministrativa dell'arrondissement di Tulle e dell'arrondissement di Ussel.
È stato costituito a seguito della riforma approvata con decreto del 24 febbraio 2014, che ha avuto attuazione dopo le elezioni dipartimentali del 2015.

## Composizione
Comprende i 27 comuni di:
- Bort-les-Orgues
- Chirac-Bellevue
- Confolent-Port-Dieu
- Lamazière-Basse
- Latronche
- Liginiac
- Margerides
- Mestes
- Monestier-Port-Dieu
- Neuvic
- Palisse
- Roche-le-Peyroux
- Saint-Bonnet-près-Bort
- Saint-Étienne-aux-Clos
- Saint-Étienne-la-Geneste
- Saint-Exupéry-les-Roches
- Saint-Fréjoux
- Saint-Hilaire-Luc
- Saint-Julien-près-Bort
- Saint-Pantaléon-de-Lapleau
- Saint-Victour
- Sainte-Marie-Lapanouze
- Sarroux
- Sérandon
- Thalamy
- Valiergues
- Veyrières